# Paracirrhites xanthus
Paracirrhites xanthus is een straalvinnige vissensoort uit de familie van koraalklimmers (Cirrhitidae). De wetenschappelijke naam van de soort werd voor het eerst geldig gepubliceerd in 1963 door John Ernest Randall.

## Beschrijving
Paracirrhites xanthus is een koraalklimmer die volledig geelgekleurd is. De kleuren kunnen echter vervagen waardoor de soort op Paracirrhites nisus komt te lijken. Het is ook waargenomen dat exemplaren van Paracirrhites nisus in gevangenschap gele kleuren ontwikkelen. De soort heeft echter altijd zijn oranje band bij de ogen, terwijl deze bij Paracirrhites xanthus enkel een korte blauwe streep is. De vis wordt 12 cm lang.

## Leefwijze
Paracirrhites xanthus komt voor in de Grote Oceaan in de buurt van Polynesië, de Tuamotuarchipel en de Caroline-eilanden. Door dit afgelegen gebied wordt de soort zelden waargenomen. De vis leeft rond en op koraalriffen.
Paracirrhites xanthus wordt in gevangenschap als een dure en zeldzame soort beschouwd.